# 철자
철자(綴字) 또는 스펠링(spelling)은 이해 가능한 순서로 존재하는 필수적인 자모와 발음 구별 기호와 함께 음소론적 철자법(phonemic orthography)의 언어학적 과정으로, 어느 정도 표준화가 되어 있다. 즉, "언어를 쓰기 위해 어떻게 문자의 자소를 사용할지를 결정하는 규칙"이라고 할 수 있다. 다시 말해, 말을 글로 해석한 것이다. 철자는 맞춤법의 요소들 가운데 하나이다.

## 같이 보기
- 난독증
- 자소 (언어학)
- 공용문자
- 맞춤법
- 맞춤법 검사기
- 영어 철자 개혁
- 문자별 언어 목록
- 한글 맞춤법